# Fagure dodecaedric rombic
Un fagure dodecaedric rombic este o teselare (sau fagure) a spațiului euclidian tridimensional. Este diagrama Voronoi⁠(d) a împachetării sferelor⁠(d) într-o rețea cubică cu fețe centrate, care are cea mai densă împachetare posibilă de sfere egale în spațiul obișnuit (v. Conjectura Kepler⁠(d)).

## Geometrie
Este format din copii ale unui singur tip de celule, dodecaedrul rombic. Toate fețele sunt romburi cu diagonalele în raportul 1:√2. Pe fiecare latură se întâlnesc câte trei celule. Prin urmare este tranzitiv pe celule, fețe și laturi, dar nu și pe vârfuri, având două tipuri de vârfuri. În vârfurile unde se întâlnesc unghiurile obtuze ale fețelor rombice se întâlnesc câte 4 celule, iar în vârfurile unde se întâlnesc unghiurile ascuțite ale fețelor rombice se întâlnesc câte 6 celule. 
Dodecaedrul rombic poate fi răsucit pe una dintre secțiunile sale transversale hexagonale pentru a forma un dodecaedru trapezo-rombic, care este celula unei teselări oarecum asemănătoare, diagrama Voronoi a împachetării compacte a sferelor⁠(d).
|  | Fagurele poate fi derivat dintr-o teselare cubică alternată prin augmentarea fiecărei fețe a fiecărui cub cu o piramidă | Vedere din interiorul fagurelui dodecaedric rombic |

### Colorări
Celule pot fi colorate cu 4 culori în straturi pătrate de câte 2 culori, unde celulele învecinate au culori diferite, sau cu 6 culori în straturi hexagonale de câte 3 culori, unde celulele de aceeași culoare nu au niciun contact.
| 4 culori                                                                                      | 6 culori |
| --------------------------------------------------------------------------------------------- | --- |
|                                                                                               | |
| Alternează straturile pătrate de celule galbene și albastre, cu cele de celule roșii și verzi | Alternează straturile hexagonale de celule roșii, verzi și albastre, cu cele de celule violete, azurii și galbene |

## Faguri înrudiți
Fagurele dodecaedric rombic poate fi divizat într-un fagure trapezoedric trigonal cu fiecare dodecaedru rombic divizat în 4 trapezoedre trigonale. Fiecare dodecaedru rombic poate fi de asemenea divizat față de punctul central în 12 piramide rombice ale fagurelui piramidal rombic.